# اوزوویل-سور-ری
اوزوویل-سور-ری (به فرانسوی: Auzouville-sur-Ry) یک کمون در فرانسه است که در سن-ماریتیم واقع شده‌است. اوزوویل-سور-ری ۷٫۹۸ کیلومتر مربع مساحت دارد ۱۲۰ متر بالاتر از سطح دریا واقع شده‌است.